# Haro Senft
Haro Senft (* 27. September 1928 in Budweis, Tschechoslowakei; † 4. Februar 2016 in München) war ein deutscher Filmregisseur, Drehbuchautor und Filmproduzent.

## Leben
Der Sohn des Bankdirektors Jaroslaus Senft und dessen Ehefrau Hermine, geborene Reitspieß, besuchte eine Oberschule in Prag. Vom September 1943 bis April 1945 war er Luftwaffenhelfer, vom Mai 1945 bis Mai 1946 zivilinterniert. Er studierte ab 1949 an der Akademie für Bühne, Film und Funk in Wiesbaden. Daneben arbeitete er als Volontär und Assistent bei Spielfilmproduktionen. 
1954 gründete er in Wiesbaden seine eigene Filmproduktionsgesellschaft Bohême Film und 1956 als Nachfolgerin in München die Haro Senft-Filmproduktion. Neben der aktiven Produktion von Filmen engagierte sich Senft in filmpolitischen Initiativen. 1958 war er Mitbegründer der Filmform – das dritte Programm, 1959  der DOC 59. 1962 wurde er Initiator und Mitautor des Oberhausener Manifests und Sprecher bzw. Vorstand  der Oberhausener Gruppe. 1961 bis 1963 wirkte er als Gastdozent an der Hochschule für Gestaltung Ulm und war Mitbegründer der Stiftung Junger deutscher Film (ab 1965 Kuratorium junger deutscher Film).
Senft erhielt zahlreiche nationale und internationale Prämien und Preise für Kurz-, Dokumentar- und Spielfilme. Seine Dokumentation Kahl wurde 1962 als erster deutscher Kurzfilm für den Oscar nominiert. 1964 erhielt der Filmemacher den Deutschen Filmpreis für den Kurzfilm Auto Auto. Ab Anfang der 1970er-Jahre engagierte er sich zunehmend für den deutschen Kinderfilm. So erhielt er beispielsweise den ersten Preis für den Film Ein Tag mit dem Wind beim 8. Internationalen Kinderfilmfestival in Giffoni Valle Piana in Italien.
Zu seiner Mitwirkung in verschiedenen filmwirtschaftlichen Gremien zählte auch die Gründung und Mitgliedschaft in der Arbeitsgemeinschaft neuer deutscher Spielfilmproduzenten, deren Ehrenmitglied er seit 2002 war. Zudem war er bis 1998 Kuratoriumsmitglied des Fördervereins Deutscher Kinderfilm. Aus seiner ersten Ehe entstammt seine Tochter Marion (* 1948).

## Filmografie
- 1954: XY (Kurzfilm; Regie, Drehbuch, Produktion)
- 1957: Die Brücke (Episodenfilm Maya; Regie, Drehbuch)
- 1957: Autobahn (Kurzfilm; Produktionsleitung)
- 1958: Menschen im Espresso (Fernsehkurzdokumentarfilm; Produktionsleitung)
- 1958: Warum sind sie gegen uns? (Produktionsleitung)
- 1959: Von 6 bis 6 (Kurzfilm; Regie, Drehbuch, Produktion)
- 1959: Patience (Kurzfilm; Regie, Drehbuch, Produktion)
- 1961: Kahl (VT: Atomkraftwerk Kahl, Dokumentar-Kurzfilm; Regie, Ko-Drehbuch)
- 1961: Parolen und Signale (Kurzfilm; Regie, Drehbuch, Produktion)
- 1962: Plakate Parolen Signale (Kurzfilm; Regie, Ko-Drehbuch, Produktion)
- 1964: Auto Auto (Kurzfilm; Regie, Drehbuch, Produktion)
- 1966: Ein Anlaß zum Sprechen/Die Prager Schule (Dokumentarfilm; Regie, Drehbuch)
- 1967: Der sanfte Lauf  (Regie, Ko-Drehbuch, Produktion)
- 1970: Fegefeuer (Regie, Drehbuch, Produktion)
- 1970: Supertramp Portrait 1970 (Kurzfilm; Regie, Drehbuch, Produktion)
- 1972: An irgend einem Tag (Kurzfilm; Regie, Drehbuch, Produktion)
- 1972: Rappelkiste (Fernsehserie; Regie, Drehbuch mehrerer Folgen)
- 1973: Mondtag (Kurzfilm; Regie, Drehbuch, Produktion)
- 1974: Hinter dem Zaun (Kurzfilm; Regie, Drehbuch, Produktion)
- 1974: Meine kleine Schwester (Kurzfilm; Regie, Drehbuch, Produktion)
- 1974: Ein Wochenende (Kurzfilm; Regie, Drehbuch, Produktion)
- 1974: Ein Junge und ein Mädchen (Kurzfilm; Regie, Drehbuch, Produktion)
- 1974: Sonnentage (Kurzfilm; Regie, Drehbuch, Produktion)
- 1974: Heike und Annette (Kurzfilm; Regie, Drehbuch, Produktion)
- 1975: Mensch ärgere dich nicht (Kurzfilm; Regie, Drehbuch, Produktion)
- 1975: Sterne in der Stadt (Kurzfilm; Regie, Drehbuch, Produktion)
- 1978: Ein Tag mit dem Wind (Regie, Drehbuch, Produktion)
- 1979: Frag mich was Leichteres (Regie, Drehbuch, Produktion)
- 1984: Im Innern des Wals (Koproduktion)
- 1983: Hagal Yoga (Video; Regie, Drehbuch, Produktion)
- 1985: International Ethnic Percussion Project (Video; Regie, Drehbuch, Produktion)
- 1985: Wenn der Hahn kräht (Kurzfilm; Regie, Drehbuch, Produktion)
- 1986: Jakob hinter der blauen Tür (Regie, Drehbuch, Produktion)
- 1987: Alles in Ordnung (Kurzfilm; Regie, Drehbuch, Produktion)
- 1989: Lebe wohl, Fremde (Koproduktion)
- 1990: Spielstraße Deutsch (Video; Regie, Drehbuch, Produktion)
- 1991: Irgendwann fängt etwas an (Video; Regie, Drehbuch, Produktion)
- 1991: Ein Wiesel saß auf einem Kiesel (Video; Regie, Drehbuch, Produktion)
- 1991: Keto von Waberer (Video; Regie, Drehbuch, Produktion)
- 1997: Wie das Leben spielt (Video; Regie, Drehbuch, Produktion)

## Publikationen (Auswahl)
- Frauke Hanck: Junger Mann macht Karriere. In: Die Welt. 29. Oktober 1966 (Interview).
- Haro Senft: Film – ein Programm wider die Traumfabrik. In: Ulrich Greiwe (Hrsg.): Herausforderung für die Zukunft. Desch, München 1970.
- Theda Muffler-Kluth, Elke Ried: Vorstoß in die Lebenswirklichkeit der Kinder. In: Medium. Oktober 1978, S. 24–28 (Interview).
- Rainer Lewandowski: Die Oberhausener. Rekonstruktion einer Gruppe 1962–1982. Regie, Diekholzen 1982.
- Wolfgang Schneider (Hrsg.): Aufbruch zum neuen bundesdeutschen Kinderfilm. Eulenhof, Hardebek 1982, ISBN 3-88710-018-2, S. 132–138 (Beitrag von Theda Kluth).
- Haro Senft: Erziehung ist eine Tat der Liebe. In: Hans Günther Pflaum (Hrsg.): Jahrbuch Film 82/83. Berichte/Kritiken/Daten. Carl Hanser Verlag, München/Wien 1982, ISBN 3-446-13630-4, S. 128–135.
- Günter Jurczyk: Die Kinder wichtig nehmen. In: Süddeutsche Zeitung. 20. Juni 1983 (Interview).
- Danielle Krüger: Förderung als Akt der Barmherzigkeit. In: Spektrum Film. Oktober 1986, S. 16–17 (Interview).
- Michaela S. Ast: Vogelfrei im Zauberbaum – Aus dem Leben des Filmrebellen Haro Senft. Karl Stutz Verlag Passau 2013, ISBN 3-88849-069-3.

## Auszeichnungen
- 1961: Industriefilmfestival Turin: Zweiter Preis für Atomkraftwerk Kahl
- 1961: Internationales Filmfestival Bergamo: Gran Premio für Atomkraftwerk Kahl
- 1961: Industriefilmfestival Berlin: Erster Preis für Kahl
- 1961: Industriefilmfestival New York: Erster Preis für Kahl
- 1961: Oscar-Nominierung (Kurzfilm) für Kahl
- 1964: Filmband in Silber für Auto Auto
- 1964: Filmfestival Mannheim: Preis für Auto Auto
- 1978: 8. Internationales Kinderfilmfestival in Giffoni: Premio Giffone (Bester ausländischer Film) für Ein Tag mit dem Wind
- 1982: Filmband in Gold als Unterzeichner des Oberhausener Manifestes
- 1987: Kinder- und Jugendfilmfestival Hildesheim: Hauptpreis für Jacob hinter der blauen Tür
- 2012: Berlinale Kamera[2]